# او-۲۴۹
زیردریایی یو-۲۴۹ (به انگلیسی: German submarine U-249) یک زیردریایی بود که طول آن ۶۷٫۱ متر (۲۲۰ فوت ۲ اینچ) بود. این زیردریایی در سال ۱۹۴۳ ساخته شد.